# Jackson LaCombe
Jackson LaCombe, född 9 januari 2001, är en amerikansk professionell ishockeyback som spelar för Anaheim Ducks i National Hockey League (NHL).
Han har tidigare spelat för Minnesota Golden Gophers i National Collegiate Athletic Association (NCAA) och Chicago Steel i United States Hockey League (USHL).
LaCombe draftades av Anaheim Ducks i andra rundan i 2019 års draft som 39:e spelare totalt.

## Statistik
| 2014–2015   | Los Angeles Jr. Kings U13      | T1EHL       | 5   | 1  | 1  | 2  | 2  | — | — | — | — | — |
| 2015–2016   | Shattuck St. Mary's Sabres U14 |             | 61  | 13 | 21 | 34 | 30 | — | — | — | — | — |
|             | MN Penguins U15                |             | 8   | 0  | 0  | 0  | —  | — | — | — | — | — |
| 2016–2017   | Shattuck St. Mary's Sabres U18 |             | 56  | 12 | 34 | 46 | 22 | — | — | — | — | — |
| 2017–2018   | Shattuck St. Mary's Sabres U18 |             | 55  | 5  | 44 | 49 | 30 | — | — | — | — | — |
| 2018–2019   | Shattuck St. Mary's Sabres U18 |             | 54  | 22 | 67 | 89 | 54 | — | — | — | — | — |
|             | Chicago Steel                  | USHL        | 3   | 0  | 0  | 0  | 0  | 2 | 0 | 0 | 0 | 0 |
| 2019–2020   | Minnesota Golden Gophers       | NCAA        | 37  | 3  | 10 | 13 | 14 | — | — | — | — | — |
| 2020–2021   | Minnesota Golden Gophers       | NCAA        | 27  | 4  | 17 | 21 | 8  | — | — | — | — | — |
| 2021–2022   | Minnesota Golden Gophers       | NCAA        | 39  | 3  | 27 | 30 | 12 | — | — | — | — | — |
| 2022–2023   | Anaheim Ducks                  | NHL         | 1   | 0  | 0  | 0  | 0  | — | — | — | — | — |
|             | Minnesota Golden Gophers       | NCAA        | 37  | 9  | 26 | 35 | 13 | — | — | — | — | — |
| NHL totalt  | NHL totalt                     | NHL totalt  | 1   | 0  | 0  | 0  | 0  | — | — | — | — | — |
| NCAA totalt | NCAA totalt                    | NCAA totalt | 140 | 19 | 80 | 99 | 47 | — | — | — | — | — |

### Internationellt
| Källa: Uppdaterad: 2023-04-12 | Källa: Uppdaterad: 2023-04-12 | Källa: Uppdaterad: 2023-04-12 |         | Utv = Utvisningsminuter | Utv = Utvisningsminuter | Utv = Utvisningsminuter | Utv = Utvisningsminuter | Utv = Utvisningsminuter |
| År                            | Lag                           | Mästerskap                    | Matcher | Mål                     | Assists                 | Poäng                   | Utv                     |                         |
| ----------------------------- | ----------------------------- | ----------------------------- | ------- | ----------------------- | ----------------------- | ----------------------- | ----------------------- | ----------------------- |
| 2018                          | USA                           | Hlinka Gretzky                | 5       | 0                       | 0                       | 0                       | 0                       |                         |
| 2021                          | USA                           | JVM                           | 6       | 0                       | 1                       | 1                       | 0                       |                         |
| Junior totalt                 | Junior totalt                 | Junior totalt                 | 11      | 0                       | 1                       | 1                       | 0                       |                         |